# ماريان نوفاك
ماريان نوفاك (2 أكتوبر 1947 في كرواتيا - ) هو لاعب كرة قدم كرواتي في مركز الهجوم. شارك مع منتخب يوغوسلافيا لكرة القدم. أما مع النوادي، فقد لعب مع ميونخ 1860 ونادي دينامو زغرب وFC Heilbronn ‏.

## وصلات خارجية
- ماريان نوفاك على موقع قاعدة بيانات كرة القدم.إي يو (الإنجليزية)
- ماريان نوفاك على موقع ناشيونال فوتبول تيمز (الإنجليزية)
- ماريان نوفاك على موقع عالم كرة القدم.نت (الإنجليزية)